# Belle (Missouri)
Belle é uma cidade localizada no estado americano de Missouri, no Condado de Maries e Condado de Osage.

## Demografia
Segundo o censo americano de 2000, a sua população era de 1344 habitantes. 
Em 2006, foi estimada uma população de 1361, um aumento de 17 (1.3%).

## Geografia
De acordo com o United States Census Bureau tem uma área de 
3,3 km², dos quais 3,3 km² cobertos por terra e 0,0 km² cobertos por água. Belle localiza-se a aproximadamente 243 m acima do nível do mar.

## Localidades na vizinhança
O diagrama seguinte representa as localidades num raio de 28 km ao redor de Belle. 